# Cuphea crudyana
Cuphea crudyana är en fackelblomsväxtart som beskrevs av Emil Bernhard Koehne. Cuphea crudyana ingår i släktet blossblommor, och familjen fackelblomsväxter. Inga underarter finns listade i Catalogue of Life.